# Celiptera pertusa
Celiptera pertusa är en fjärilsart som beskrevs av Felder 1874. Celiptera pertusa ingår i släktet Celiptera och familjen nattflyn. Inga underarter finns listade i Catalogue of Life.